# Свети Григорије Исихаст
Свети Григорије Исихаст, или Затворник, Ћутљиви пореклом је са Балкана. По светогорском предању, а и по многим словенским и српским Синаксарима, он је био пореклом Србин. Рођен је крајем 13. или почетком 14. века.

## Биографија
Био је ученик Светог Григорија Синаита и Светог Ромила Раваничког, чије је и житије написао. Оснивач је Светогорског манастира Светог Николаја Чудотворца, познатог због њега под именом манастир Григоријат. Касније је прешао у Србију и од Светог Лазара, кнеза Српског, добио манастир Ждрело у Браничеву (касније назван манастир Горњак), у којем и данас почивају његове свете мошти. Из  Житија Св. Ромила Раваничког, као и из других старих књига сазнајемо још о животу и подвизима преподобног Григорија Ћутљивог.
Почетком 14. века дошао је на Балкан са Синајске Горе преподобни Григорије Синаит. Настанивши се у Светој гори Атонској, у скиту званом Магула, наспрам Филотејевог манастира. Тамо је стекао доста ученика међу монасима жељним исихастичког живота, то јест молитвено тиховатељског (или ћутљивог) живота по Богу и ради Бога. Одатле је преподобни Григорије прешао са групом својих ученика у пусто и неприступачно место звано Хрентели између данашњих манастира Симонопетре и Светог Павла. Ту је основао неколико келија, но није се ту дуже задржао. Због честих напада Турака, морао је отићи са Свете горе. После обиласка Цариграда и неких других места, он се са својим ученицима настанио у месту званом Парорија у Тракији, на граници између Византије и Бугарске. Тамо је основао велики манастир и стекао мноштво ученика. У то време преподобни Ромило постао је његов ученик, који са једним својим духовним братом званим Иларион, остао с њим све до његове смрти (27. новембра 1346. године). Тада су се преподобни Ромило и Иларион преселили из Парорије у област звану Загора, близу Трнова (у Бугарској), где су се и пре тога подвизавали. Ту је Свети Ромило замолио Илариона да га прими као свога послушника, нашта Иларион једва пристаде, испуњујући тако вољу Божју и усрдну молбу брата свога. Када је потом бугарски цар Јован Александар (1331—1371. г.) ослободио Парорију од напада лопова и разбојника, Свети Ромило са својим духовником Иларионом вратио у Пароријску пустињу и настанили су се опет тамо.
Управо у то време дошао је к њима из Цариграда преподобни Григорије. Већ у Цариграду, а можда и пре тога, у Светој гори, преподобни Григорије чуо је за великог Григорија Синаита и постао његов ученик. Након његове смрти, Григорије је дошао код Светог Ромила да буде његов ученик, јер је чуо за његове врлине и исихастички богоугодни живот. О томе нам сам Григорије говори у Житију Светога Ромила које је написао. „У то време, вели он смирено за себе, и ја најбеднији међу монасима дођох из Цариграда на то место (у Парорију), и чувши за њихово врлинско живљење и савршено подвизавање, сагнух главу и потчиних се старцу Илариону, којему је био потчињен и сам Преподобни Ромило“.
Овде у Парорији подвизавао се преподобни Григорије уз Светог Ромила, док на те крајеве нису напали безбожни Агарјани. Тада су они са својим старцем Иларионом морали отићи поново у Загору. Потом је Свети Ромило отишао на Свету гору, а преподобни Григорије и Иларион остали су у Загори. Након смрти старца Илариона, Свети Григорије одлази сам на Свету гору, и потраживши и нашавши Светог Ромила, са смирењем се њему потчинио као своме духовном оцу. Тамо су живели у месту званом Мелана, у близини Велике Лавре Светог Атанасија Атонског. О овом њиховом заједничком животу и подвизима опширније говори сам преподобни Григорије у Житију Светог Ромила, али говори тако да он из превеликог смирења свог износи само врлине Светог Ромила, а за себе каже како је имао грехе и страсти, и како га је преподобни Ромило исправљао у томе и поучавао правом животу. Пошто су преподобним оцима Ромилу и Григорију почели да долазе многи монаси и посетиоци, ради духовне користи и поуке, они су се удаљили у још даљи крај Атонске Горе и тамо, се настанили, начинивши себи келије.
Након што су Турци убили српског деспота Јована Угљешу, који у то време штитио и помагао Свету гору, међу монасима у Светој гори, а и међу хришћанима у околним крајевима, настаo je велики страх и метеж, јер су се плашили насиља. Благочестиви Јован Угљеша био је у то време добротвор и ктитор манастира Ватопеда, Хиландара, Симонопетра, Светог Павла, па и самога манастира Светог Николе, названог Григоријат, кога је започео Григорије Синаит, а коначно га устројио Григорије Затворник.
Након смрти деспота Угљеше, Свети Ромило је напустио Свету гору и прешао у Албанију, у место звано Авлона (то јест Валона), а потом одатле у Србију, код благочестивог владара кнеза Лазара, у тамошњи манастир Раваницу, где је ускоро и умро, Свети Григорије је остао на Светој гори и подвизавао се у усамљеној келији, на четврт сата далеко од његовог манастира Григоријата. Ту се он подвизавао у усамљеном молитвеном тиховању и богоугодном ћутању, због чега је касније и назван Ћутљиви. Иако о томе данас немамо сачуваних писаних података, јер је манастир Григоријат потом два пута доживљавао велике пожаре, највероватније је да је Свети Григорије у ово време свога боравка у Светој гори у ствари постао коначни оснивач и ктитор данашњег манастира Светог Николаја Чудотворца, подигнутог између манастира Симонопетра и манастира Светог Павла, близу оних келија где се раније подвизавао велики Григорије Синаит са својим ученицима.
Међутим, у Светој гори преподобни Григорије није могао остати дуго времена, јер су Агарјани поново нападали на хришћанске народе и крајеве, све до Свете горе. Једини тада моћни хришћански владар био је благочестиви кнез Српски Лазар, који је владао у севернијим крајевима Србије, са престоницом у Крушевцу. Његова се побожност и црквољубивост показала у многим стварима, а нарочито у богоугодном раду његовом на помирењу завађене Српске и Цариградске цркве (1375. године). Свети кнез Лазар у то време постаје други ктитор манастира Хиландара и још неких других манастира на Светој гори. У његовој пак земљи, у слободној Србији, Лазар је подигао своју дивну задужбину манастир Раваницу, где је, као што смо видели, христољубиво примио пре неку годину Григоријевог духовног оца, Светог Ромила. Лазар је уз то „многе горе и хумове своје државе испунио обитељима монашких жилишта“, како за њега пишу тадашњи повесничари, па је то његово монахољубље постало познато надалеко. Све је ово било познато и преподобном Григорију, па се зато он решио да дође са својим ученицима код благочестивог кнеза Лазара у Србију и настанио се у његовим мирним и спокојним крајевима.
Године 1379. Лазар је ослободио од тамошњих бунтовника и непријатеља северни крај своје државе, звани Браничево, у време стиже када из Свете горе стиже преподобни Григорије, са више својих ученика и монаха, који потом постадају познати у Србији као подвижници „Синаити“. Они су добили такав назив зато што су сви, као и сам преподобни Григорије, били раније ученици оног великог Григорија Синајског.
Преподобни Григорије је траио од кнеза Лазара да му да неко мирно и усамљено место, где би се могао посветити безмолвију и богоречитом ћутању. Благочестиви кнез му је дао тихо и усамљено место у Ждрелу браничевском, у подножју Хомољских планина на левој обали реке Млаве.Изнад реке у стени је пећина, где се преподобни Григорије настанио и тамо молитвено тиховао. Ову пећину он је касније претворио у цркву коју је посветио светом Николају Чудотворцу, као и манастир Григоријат на Светој гори. Но ускоро затим кнез Лазар му је помогао да испод ове пећине подигне дивну цркву манастира Ждрела, коју су заједнички посветили Ваведењу Пресвете Богородице. Тако је основан нови манастир преподобног Григорија, који и до данас постоји у Браничеву под именом Горњак. Оснивање новог манастира је потврђено и од стране патријарха српског Спиридона, као што о томе говори древна повеља која се донедавно чувала у манастиру Горњаку. У тој повељи патријарх Спиридон каже: „Прииде ко смиренију ми честњејшиј во иноцјех старец кир Григориј и со својими благоговјејними иноки… Видје же смиреније ми записано и утверждено господином Књазом (Лазаром) оноје мјесто, рекше церков Пресвјатија Богородици, со сели и со људми и со всјем великим и малим, честњејшему во иноцјех старцу кир Григорију Синаиту и јеговим калогером. Старец бо кир Григорије со својими калогери потрудисја о воздвиженији и созданији храма того (Ваведенија Пресвјатија Богородици), и о иних вешчеј, с помошчију господина књаза Лазара“.
Тако је Свети Григорије Ћутљиви, касније назван и Григорије Горњачки, продужио своје богоугодне подвиге у Србији, све до своје смрти. Остали пак дошавши са њиме из Свете горе монаси Синаити настанили су се по другим крајевима Лазареве државе, и у Србији су до данас познати многи манастири које су они основали, јер су многи од тих Синаита били потом прослављени од Бога светошћу живота и даром чудотворства и нетрулежности.
Није познато тачно када и где је умро. По некима, он се пре своје смрти вратио поново на Свету гору у свој манастир Григоријат, и тамо се мирно преставио у Господу, око 1406. године. Његове свете мошти су остале у Григоријату све до 1761. године, када су их, приликом тадашњег великог пожара, монаси узели и пренели у Србију, у његов манастир Горњак. По другима пак, преподобни Григорије умро је у манастиру Горњаку, и погребен је покрај горње пећинске црквице у Горњаку. Његове свете мошти пребивале су неко време у том манастиру, па су онда током дугих векова турског ропства преношене и на друга места, у манастир Решковицу, у манастир Војловицу у Банату и по другим местима. Тако је можда део моштију светог Григорија доспео и у његов манастир Григоријат на Светој гори, одакле је после тај део опет враћен у манастир Горњак.
Данас се мошти светог Григорија налазе у његовом манастиру Горњаку. За време Другог светског рата, због опасности од Немаца, оне су биле пренете у Саборну цркву у Пожаревац, али су после рата опет враћене у Горњак. Ове 1977. године игуман манастира Григоријата из Свете горе, архимандрит Георгије, обратио се писмом епископу Браничевоком и манастиру Горњаку са молбом да подаре његовом манастиру део моштију Светог Григорија, као ктитора манастира Григоријатског. ("јер, у старом Синаксару и Служби ктитору манастира Григоријата Преподобном Григорију, стоји да је он „из Србије дошао“ и основао на Св. Гори њихов манастир Светог Николаја, а то потврђује и опште светогороко предање и стари словенски Синаксари").
На ову молбу манастира Григоријата одговорио је епископ Браничевски и манастир Горњак тако што је део светих моштију Светог Григорија из Горњака доставио манастиру Хиландару, са молбом да их о празнику Ваведења (ове 1977. године) преда свечано братији Григоријатској, која дође на празник у Хиландар, што је заиста тако и учињено. Иначе, манастир Григоријат слави блажени спомен преподобног Григорија 7. децембра (сутрадан по Светом Николи), а то је и дан смрти Преподобнога који се слави у манастиру Горњаку, и под којим се спомиње у старим Пролозима и Синаксарима. Још и по иконама преподобног Григорија, које се налазе у манастиру Григоријату и у манастиру Горњаку, види се да је то један и исти Светитељ.